# لیگ مبارزان حرفه‌ای
لیگ مبارزان حرفه‌ای (انگلیسی: Professional Fighters League) یا پی‌اف‌ال یک لیگ هنرهای رزمی ترکیبی آمریکایی است، که در سال ۲۰۱۸ توسط دون دیویس و شرکت سرمایه‌گذاری ام‌ام‌ای‌اکس تأسیس شد. لیگ مبارزان حرفه‌ای اولین سازمان بزرگ هنرهای رزمی ترکیبی است که در آن ورزشکاران انفرادی در طول یک فصل عادی، در مسابقات قهرمانی با یکدیگر رقابت می‌کنند. شرکت پی‌اف‌ال ام‌ام‌ای مالک این لیگ ورزشی می‌باشد. در پایان هر فصل از مسابقات، هر یک از قهرمانان شش وزن، هر کدام یک میلیون دلار جایزه قهرمانی کسب می‌کنند.